# Cryptocarya sclerophylla
Cryptocarya sclerophylla är en lagerväxtart som beskrevs av B.P.M. Hyland. Cryptocarya sclerophylla ingår i släktet Cryptocarya och familjen lagerväxter. Inga underarter finns listade i Catalogue of Life.